# Hagyma (növénynemzetség)
A hagyma (Allium) a spárgavirágúak (Asparagales) rendjébe és az amarilliszfélék (Amaryllidaceae) családjába, azon belül a hagymaformák (Allioideae) alcsaládjába tartozó nemzetség. 1250 fajával a növények egyik legnagyobb fajszámú nemzetsége is egyben. Évelő, hagymás növények, amik sajátos ízt, illatot adó vegyületeket termelnek. Számos faját termesztik fogyasztásra.
A metélőhagyma (Allium schoenoprasum) virágainak íze a legkevésbé markáns. A rózsaszín vagy fehér virágú fokhagyma (Allium sativum) virágának zamata enyhébb a hagymáénál.

## Termesztett fajok

### Vöröshagyma

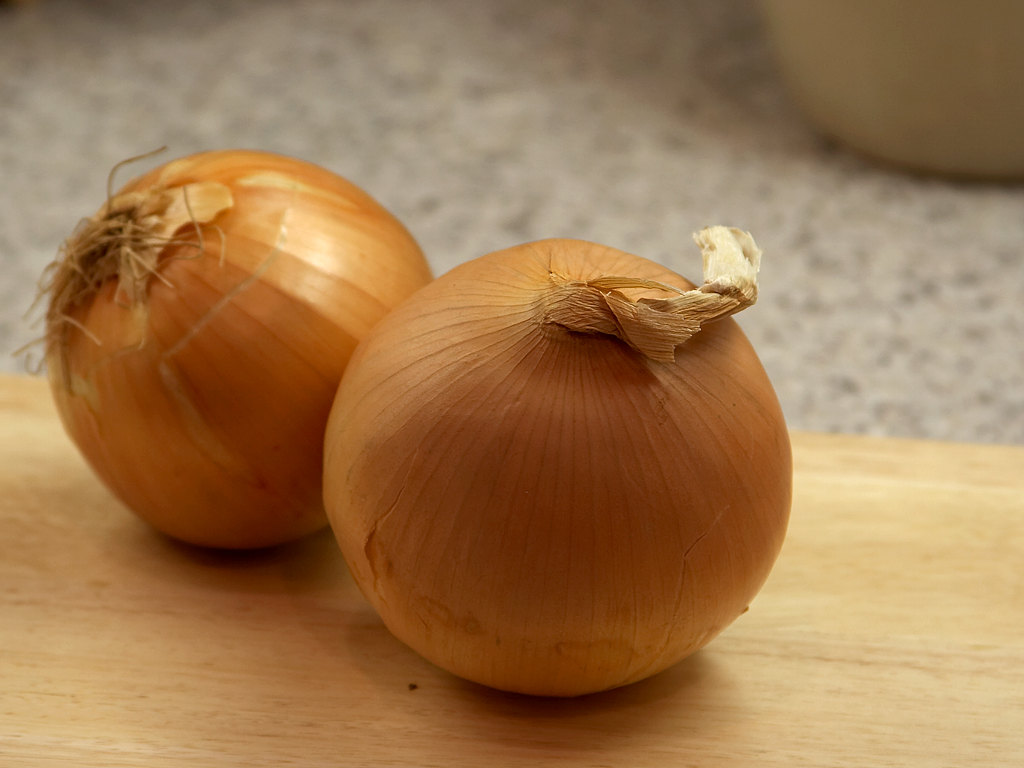
Vöröshagyma

Nagyon sok fajtája van, de Magyarországon és az egész világon is híres a Makón és környékén termesztett makói vöröshagyma, kellemes aromája és kevésbé csípős íze miatt kedvelt.
Illóolajat, B-vitamint, C-vitaminból 30 mg/100 g-ot (a zöldhagyma még ennél is többet), emellett pektint és guvertint is tartalmaz.
Jellegzetes csípős ízét és illatát egy kéntartalmú vegyület, az allilszulfid adja. Ennek a hatóanyagnak baktériumölő hatása van, ezért meghűléses időben a fertőzések megelőzésére is használták.
Gyógyhatású szerként bélféregűzésre, vizelethajtásra, étvágygerjesztésre, illetve vércukor csökkentésére, sőt a levét köhögés ellen is használják.
Szoptatós anyák számára ellenjavallt az erősen hagymás ételek fogyasztása, mert az illóolajok aromaanyagai átmennek a tejbe is.
Tavasszal zöldhagymaként fogyasztják, ilyenkor hajtatni kell, hogy a növény minél nagyobb része legyen fehér. Hosszú ideig tárolható, így egész évben használható, szeletelt szárítmányként pedig akár évekig is eltartható.

### Póréhagyma
A Földközi-tenger vidékén vadon is előforduló kétéves növényt nálunk főleg a bolgárkertészek termesztik.
Élelmezési szempontból jelentős – A-, B1-, B2-vitamint, nikotinsavat, még főzött állapotban is 15 mg C-vitamint[forrás?] és jelentős mennyiségű ásványi sót tartalmaz.
Levesek, főzelékek, saláták készítésére használjuk.

### Téli sarjadékhagyma(Allium fistolosum)
Évelő hagyma, a vöröshagyma beltartalmi értékeivel megegyező, de csak zöldhagymaként fogyasztjuk.
Küllemre hasonlít a póréhagymához, de a tenyészidő során folyamatosan új sarjakat hoz. A fagyok beálltával fejlődése leáll, de lombja zöld, hagymája friss fehér marad.
Kora tavasszal a legkorábban szedhető, ízletes, vitamindús hagyma.

### Metélőhagyma
Ezt a snidling, snitling, pázsithagyma néven is ismert, Magyarországon nagyon elterjedt és szívesen használt növényt csak frissen, nyers állapotban, finomra szelve használjuk. Főzni nem szabad, kizárólag tálalásakor adjuk az ételhez.
A metélőhagyma ízesítő hatása mellett nagyon jó étvágygerjesztő és gyomorerősítő.
Felhasználhatjuk burgonya, bab, borsó és húslevesek, saláták, sültek, szendvicsek, túró, lágy sajtok, halételek, mártások ízesítésére.

## Magyarországon őshonos fajok
- Bajuszos hagyma (A. vineale)
- Bunkós hagyma (A. sphaerocephalon)
- Kígyóhagyma (A. scorodoprasum)
  - Ereszes hagyma (A. scorodoprasum subsp. rotondum)
  - Waldstein-hagyma (A. scorodoprasum subsp. waldsteinii)
- Sötét hagyma (A. atroviolaceum)
- Pézsmahagyma (A. moschatum)
- Medvehagyma (A. ursinum)
- Havasi hagyma (A. victorialis)
- Bíborfekete hagyma (A. atropurpureum)
- Illatos hagyma (A. suaveolens)
- Gyíkhagyma (A. angulosum)
- Hegyi hagyma (A. montanum vagy A. senescens subsp. montanum)
- Érdes hagyma (A. oleraceum)
- Szarvas hagyma (A. carinatum)
- Sárga hagyma (A. flavum)
- Vöröses hagyma (A. marginatum)

## További fajok
- Hagymafajok listája